# Sarah Wellbrock
Sarah Wellbrock (nacida Sarah Köhler, Hanau, 20 de junio de 1994) es una deportista alemana que compite en natación, en las modalidades de piscina y aguas abiertas, especialista en el estilo libre. Está casada con el nadador Florian Wellbrock.
Participó en dos Juegos Olímpicos de Verano, obteniendo una medalla de bronce en Tokio 2020, en la prueba de 1500 m, y el octavo lugar en Río de Janeiro 2016, en 800 m libre.
Ganó dos medallas en el Campeonato Mundial de Natación de 2019, tres medallas en el Campeonato Europeo de Natación de 2018 y dos medallas en el Campeonato Europeo de Natación en Piscina Corta de 2017.

## Palmarés internacional
| Juegos Olímpicos                    | Juegos Olímpicos        | Juegos Olímpicos  | Juegos Olímpicos |
| Año                                 | Lugar                   | Medalla           | Prueba           |
| ----------------------------------- | ----------------------- | ----------------- | ---------------- |
| 2020                                | Tokio (Japón)           | Medalla de bronce | 1500 m           |
| Campeonato Mundial                  |                         |                   |                  |
| Año                                 | Lugar                   | Medalla           | Prueba           |
| 2019                                | Gwangju (Corea del Sur) | Medalla de plata  | 1500 m libre     |
| Campeonato Europeo                  |                         |                   |                  |
| Año                                 | Lugar                   | Medalla           | Prueba           |
| 2018                                | Glasgow (Reino Unido)   | Medalla de plata  | 1500 m libre     |
| 2018                                | Glasgow (Reino Unido)   | Medalla de bronce | 4 × 200 m libre  |
| Campeonato Europeo en Piscina Corta |                         |                   |                  |
| Año                                 | Lugar                   | Medalla           | Prueba           |
| 2017                                | Copenhague (Dinamarca)  | Medalla de oro    | 800 m libre      |
| 2017                                | Copenhague (Dinamarca)  | Medalla de plata  | 400 m libre      |

| Campeonato Mundial | Campeonato Mundial      | Campeonato Mundial | Campeonato Mundial |
| Año                | Lugar                   | Medalla            | Prueba             |
| ------------------ | ----------------------- | ------------------ | ------------------ |
| 2019               | Gwangju (Corea del Sur) | Medalla de oro     | Equipo mixto       |
| Campeonato Europeo |                         |                    |                    |
| Año                | Lugar                   | Medalla            | Prueba             |
| 2018               | Glasgow (Reino Unido)   | Medalla de plata   | Equipo mixto       |